# بوكستاس
پوكستاس (يونانية:Πευκέστας، إنجليزية:Peucestas، وقد عاش في القرن الرابع ق م) هو أحد سكان بلدة ميزا en، في مقدونيا.
وهو أحد الضباط المميزين والموسّمين الذين خدموا عند الإسكندر الأكبر. ويرد اسمه في أبكر المصادر من ضمن القادة الذين عيّنوا لقيادة سفينة ثلاثية المجاديف في نهر هيداسبس en. ولا يرد ذكره على مأمورية مهمة قبل ذلك، لكن من الواضح أنه ميّز نفسه بجدارة لبأسه وقوته وذكائه، فقد كان هو الشخص الذي اختاره الإسكندر لكي يحمل أمامه الترس المقدّس، الذي أخذه هيكل آثينا الكائن في طروادة. وبذلك، فقد كان برفقة قريبة من شخص الملك في هجومه على المدينة العاصمة مدينة ملاواس en (عام 325 ق م)، ويجمع كل الكتاب المؤرخون أن الفضل الرئيس في إنقاذ حياة الإسكندر يقع عند پوكستاس، حين اختلفوا في نقل الكثير من الوقائع والأشخاص ذات العلاقة.
ولقاء خدماته في تلك الحادثة كرّمه الملك بكل وسام تمكن من حشده. ومع وصول الإسكندر إلى مدينة برسبوليس، أكرمه بمنحه ساطرفانة (مرزبانة) برسيس، لكنه قبل ذلك كان قد رقاه إلى رتبة سوماتوفيلاكس en (الحرس الشخصي للملك)، وهو شرف زاد أهمية في هذا الموقف لإجمالي عدد الضباط الذين زيدوا بشكل رسمي وبتعمّد فقط لكي يتم قبوله في هذا المنصب. وفي سوسة، كان پوكستاس أول من أهدوا تاجاً ذهبياً لمآثره السابقة. وبعد ذلك ذهب ليتولّى زمام حكومته، حيث وفق لاستمالة رضا أتباعه الفرس، كما استمال رضا الإسكندر ذاته، عندما تبنى الزي والعادات الفارسية، عوض عن الأزياء والعادات المقدونية.
وفي ربيع عام 323 ق م، شارك پوكستاس الملك في بابل، مع جيشه المكون من 20,000 جندي فارسي، وقد ذكر بين أولئك الذين حضروا على فراش موته بعد مرضه الأخير. ولا يظهر يبدو أنه شارك في أي من التسويات التي اضطرمت بعد موت الإسكندر، ولكن خلال تقسيم الأقاليم الذي تلا ذلك، حصل على ولاية جديدة لإمارته على برسيس، الذي حافظ عليها في التقسيم الثاني الذي جرى في في المستعمرة الإغريقية في لبنان، تريپرادايسوس en، في عام 321 ق م.  ويبدو أنه قد ركز بعدئذ في توجيه كل جهوده نحو تقوية موقعه ومد نفوذه وسلطته لأبعد قدر ممكن. وقد نجح في ذلك إلى مدى معين، وعندما بلغ حدّه في ذلك توجّب عليه أن يأخذ موقعاً فاعلاً في الحرب الدائرة بين أنتيغوناس ويومينيس (عام 317 ق م)،
فحصل بعد إجماع على القيادة العامة التي كونها سطارفة شرق نهر دجلة، وكان من الصعب استحثاث طموحه لتوجيه الحرب نحو مصلحتهم ومصلحته العليا. إلا أن يومينيس، بحنكته الإدارية، تمكن من أن يزيح قلق پوكستاس، فأبقاه بصرامة حليفاً له عبر كامل الحملة العسكرية التي تلت الأحداث. وقد روضي هذا القائد بأن أودع پوكستاس في برسيس محتفلاً بالمآدب بين جنده بكل أبهة وخيلاء الملوك، بينما تفرغ يومينيس لأن يدير دفة العمليات الحربية بالكامل تقريباً.
لكن الكارثة التي حصلت في آخر فصول معركة غابيني في إيران المعاصرة عام 316 ق م، والتي انتهت بأسر قافلة المؤونة واستسلام يومينيس لنخبة فرق المشاة "حملة الدروع الفضية"en، يبدو أنها كانت على أساس تمرد پوكستاس، الذي كان، حسب بعض المؤرخين، أحد أهم المستشارين في توقيع الإتفاقية. وسلوكه خلال هذه الحملات تدل على أنه أراد أن يزاوج ما بين حرية القيادة بنفسه واعتداله في إتباع المشورة الحكيمة القادمة من الآخرين. ويبدو أن شخصيته الطموحة والمزهوة لم يفهمها بحق إلا أنتيغوناس، الذي حرمه من إمارته، واقتاده شبه أسير، بعد أن منّاه ووعده بذلك، دون أن يحقق له شيء من الإمارة.